# Always and Forever (canción de Kostas Martakis)
«Always and Forever» es una canción y un sencillo del cantante griego Kostas Martakis. Fue la candidatura de Martakis para ser el representante griego para Eurovision 2008.

## Acerca de
Fue lanzado oficialmente a los medios de comunicación y las radios por ERT el 6 de febrero de 2008. La canción fue la entrada de Martakis en una carrera de tres vías para la entrada de Grecia en el Eurovision 2008. Luchó tanto Kalomoira y Hryspa por el primer lugar, y la decisión final fue tomada el 27 de febrero de 2008, donde Kalomoira ganó con "Combinación Secreta". Él y canciones Kalomoira fueron filtró en Internet el 3 de febrero, tres días antes de su lanzamiento oficial, aunque las versiones filtradas las incompletas demos. La canción fue lanzada como un solo CD en Grecia el 20 de marzo de 2008, con Sony BMG y que en breve será lanzado en Rusia también. "Always and Forever" tendrá tres versiones:. griego, Inglés y ruso. Para Eurovisión, Martakis cantará la versión dance de la canción, llamándola una "versión de Eurovisión". Está compuesto por Dimitris Kontopoulos con letra de Vicky Gerothodorou.

### OGAE Segunda Oportunidad
"Always and Forever" fue elegido por los clubes locales en Grecia para competir en el Concurso Probabilidad OGAE Second 2008. La canción va en contra de las canciones de otros países que no lo hacen a través de sus respectivas finales nacionales. Hay veintiún canciones entraron y "Always and Forever" se presentará octavo.

## Realización Internacional
El lanzamiento internacional del sencillo será lanzado en Rusia en un primer momento, y luego en otros países ex soviéticos como el primer sencillo de su álbum próximo Internacional por Sony BMG Rusia. El sencillo en CD contará con las versiones en ruso e inglés de la canción, así como remixes de la canción. Un remix de transformarla en una canción de baile, mientras que otro lo transforma en una balada. In December 2008, "Always & Forever" was added to popular American retailer Abercrombie & Fitch's store playlist nationwide.

## Lista de canciones
1. "Always and Forever" (Versión Eurovision)
2. "Always and Forever" (Versión Rock)
3. "Always and Forever" (Versión Ballada )
4. "Panta Tha Gyrizo Ekei" (Versión Eurovision)
5. "Panta Tha Gyrizo Ekei" (Versión Rock)

## Realización
| Región | Fecha                | Discografía     | Format           |
| ------ | -------------------- | --------------- | ---------------- |
| Grecia | 6 de febrero de 2008 | Sony BMG Greece | Radio sencillo   |
| Grecia | 7 de febrero de 2008 | Sony BMG Greece | Descarga digital |
| Grecia | 20 de marzo de 2008  | Sony BMG Greece | sencillo en CD   |
| Rusia  | TBR                  | Sony BMG Russia | sencillo en CD   |

## Posicionamiento
| Listas (2008)       | Posición |
| ------------------- | -------- |
| Greek Singles Chart | 1        |